# كازينو (فلم)
كازينو (بالإنجليزية: Casino) هو فيلم أمريكي أنتج عام 1995 من إخراج مارتن سكورسيزي عن كتاب بنفس الاسم ل نيكولاس بيليجي ولاري شاندلنج. يلعب روبرت دي نيرو (بالإنجليزية: Robert De Niro) دور سام «آيس» روثشتاين وهو مدير نادي للقمار تم تعيينه من قبل المافيا للأشراف على أحد النوادي التابعة لها في لاس فيجاس، وهي شخصية مبنية على الحياة الحقيقية لرجل العصابات فرانك روزنثال والذي أدار نوادي ستاردست وفريمونت وهاسييندا في لاس فيجاس خلال فترة السبعينات إلى أوائل الثمانينات.
بينما يلعب جو بيشي (بالإنجليزية: Joe Pesci) دور نيكي سانتورو وهو محصل أموال ومنفذ أوامر لأحد عصابات المافيا من شيكاغو يتم ارساله إلى لاس فيجاس للتاكد من حصول المافيا على نصيبها من أموال للقمار ولضبط رجال المافيا هناك. وهي شخصية مبنية على الحياة الحقيقية لرجل العصابات آنثوني سبيلوترو والملقّب ب توني النملة.
وتلعب شارون ستون دور جنجر، زوجة سام روثنشتاين المدللة والمغرورة والخبيثة، وقد رشحت عن هذا الدور لجائزة الأوسكار كأفضل ممثلة رئيسية.

## القصة
الفيلم مبني على قصة وأحداث حقيقية، تمتد قصة الفيلم عبر عقد من الزمن، ويحكي قصة حياة رجال العصابات فرانك روزنثال (سام «آيس» روثشتاين) في الفيلم، وتوني «النملة» سبيلوترو (نيكي سانتورو في الفيلم) وجوزف أيوبا (ريمو جاجي في الفيلم) وفرانك كلوتا (فرانك مارينو في الفيلم).
يؤتمن آيس من قبل إحدى عصابات مافيا شيكاغو بزعامة جاجي لكي يدير أعمال أحد الكازينوهات المملوكة للعصابة في لاس فيجاس وهو كازينو طنجة، ينضم إلى آيس في فترة لاحقة صديقه نيكي والذي أرسلته العصابة إلى لاس فيجاس لكي يراقب أعمال آيس ويوفر له الحماية، وفي نفس الوقت يقوم نيكي بالعمل لحسابه الخاص، وفي حين أن آيس يتصرف كرجل مهذب ومحترم فإن نيكي على النقيض من تماما، فهو يتصرف كشخص مجنون عديم الرحمة لا يتردد في قتل أي شخص يراه كتهديد له، ففي أحد المشاهد نرى نيكي وهو يطعن رجلا في عنقه عدة طعنات فقط لأنه أهان آيس، وفي مشهد آخر يضبط آيس  أحد المقامرين وهو يغش فيأمر أحد الحراس بمعاقبته عن طريق كسر يده بالمطرقة.
يتعرف آيس على فتاة تدعى جينجر، ويتواعد الأثنان لبضعة أشهر ثم يتزوجان ويرزقان بطفلة يسميانها آيمي، وتجري الأمور بينهما على ما يرام لفترة من الزمن إلى أن يضبط آيس جنجر وهي ترافق صديقها القديم ليستر دياموند والذي كان أيضا يعمل كقوادا لها، يقوم آيس ونيكي ورجالهما بضرب ليستر لكي يكف عن رؤية جنجر ولكن ذلك لا يمنعه بل يقوم ليستر وجنجر بخطف آيمي ويهربان إلى لوس أنجلوس، ولكن آيس يلحق بهما ويقنع جينجر أن ترجع آيمي إلى المنزل. ومع أنه غير راض عن جنجر إلا أنه يرجعها إلى المنزل ولكنه تلك الليلة يسمعها وهي تتكلم على الهاتف مع أحد الأشخاص وتطلب من أن يغتال زوجها، فيجن جنون آيس ويلقي بها خارج المنزل. ترجع جنجر إلى آيس بعد فترة بسيطة ويقبل آيس أن تعود إليه فقط لأنه يحتاجها أن تربي ابنتهما. فتقوم جنجر باغراء الرجل الوحيد القادر على مساعدتها لكي تترك آيس وهو صديقه نيكي، ويقع نيكي في حب جنجر وينغمس الاثنان في علاقة غرامية على الرغم من أن نيكي يعرف أنه إذا علم الزعيم جاجي بهذه العلاقة فسيأمر بقتل نيكي حيث أن مثل هذه التصرفات ممنوعة في أعراف المافيا، وفعلا يقوم جاجي بسؤال مساعد نيكي عن هذه الشائعات إلا أنه ينكر الأمر خوفا من نيكي.
نتيجة لتصرفات نيكي الإجرامية المستهترة يتصادم آيس ونيكي عندما يحاول آيس أن يقنع نيكي بالحد من هذه التصرفات حيث أنها تلفت انتباه الشرطة لهم، ولكن نيكي يتمادى في تصرفاته وعندها يكتشف آيس أن نيكي يحاول الاستيلاء على أعمال جاجي في لاس فيجاس.
يعود آيس إلى المنزل في أحد الأيام ليجد ابنته آيمي مربوطة إلى السرير ويعرف أن جنجر هي التي فعلت ذلك، يتلقى آيس مكالمة من نيكي يخبره فيها أن جنجر معه في مطعمه فيهرع آيس إلى المطعم ويهدد جنجر أنه سيقتلها إذا اسائت معاملة ابنتهما مرة أخرى ويرغمها على العودة إلى المنزل ولكنها تعود للمطعم بعد مغادرة آيس وتتهم نيكي بأنه السبب وراء كل هذه المشاكل وتتوسل له ان يقتل آيس ولكن نيكي يرفض ذلك فهو صديق آيس منذ 35 عاما، فتغضب جنجر وتحول مهاجمة نيكي إلا أنه يضربها بقسوة ويرمي بها خارج المطعم.
تعود جنجر في اليوم التالي إلى منزل آيس وتطلب منه ان يعطيها جواهرها وحصتها من النقود ولكن آيس رفض فتقوم جنجر بصدم سيارتها بسيارة آيس عدة مرات وتحدث شغب وجلب فيقوم الجيران بطلب الشرطة، وعندما تأتي الشرطة تطلب منهم ان يساعدوها في الدخول إلى المنزل، فيسمح لها آيس بالدخول لبضعة دقائق لتجمع امتعتها ولكن جنجر تقتحم مكتب آيس وتسرق مفتاح صندوق الايداعات الخاص به في البنك والذي يختفظ فيه بأمواله، تذهب جنجر إلى البنك وتفتح صندوق الايداعات وتسرق النقود ولكن المباحث الفيدرالية تقبض عليها. وتكون هذه هي بداية النهاية لإمبراطوريات أعمال الكازينو الخاصة بالمافيا في لاس فيجاس. حيث يقوم زعماء المافيا بالأمر بقتل كل من يشتبهون أنه يمكن أن يشي بهم ومن ضمنهم نيكي الذي يضرب بعنف ويدفن حيا في أحد المزارع، حتى آيس ينجو بأعجوبة من الإجار لغم وضع بسيارته، فيعتزل العمل في الكازينوهات، أما جنجر فتموت نتيجة حقنة مخدرات زائدة.

## الطاقم والممثلون
- الممثلون:
  - روبرت دي نيرو: سام «آيس» روثشتاين
  - شارون ستون: جنجر
  - جو بيشي: نيكي سانتورو
  - جيمس وودز: ليستر دياموند
  - فرانك فنسنت: فرانك مارينو
  - باسكال كاجانو: ريمو جاجي
- الطاقم
  - إخراج: مارتن سكورسيزي
  - إنتاج: باربرا دي فينا
  - كتابة النص: مارتن سكورسيزي
  - التصوير: روبرت ريتشاردسون
  - تصميم الأزياء: جون دن
  - التحرير: ثيلما شونميكر
  - مصمم الإنتاج: دانتي فيريتي
  - الديكور: ريك سيمبسون
  - القصة: نيكولاس بيليجي

## وصلات خارجية
- مقالات تستعمل روابط فنية بلا صلة مع ويكي بيانات
- صفحة الفيلم على موقع IMDB
- صفحة الفيلم على موقع دليل الأفلام
- صفحة الفيلم على موقع Rotten Tomatoes